# Daniel E. Barbey
Pour les articles homonymes, voir Barbey (homonymie).
Daniel E. Barbey, né le 23 décembre 1889 à Portland et mort le 11 mars 1969 à Bremerton, est un vice admiral de l'United States Navy. Diplômé de l'Académie navale d'Annapolis, il participe à l'occupation américaine du Nicaragua en 1912 et à l'occupation américaine de Veracruz en 1915. Pendant qu'il sert avec la Section des Plans de Guerre du Bureau de la navigation à Washington dans l'entre-deux-guerres, il développe un intérêt pour la guerre amphibie. En 1938, il publie Fleet Training Publication 167 – Landing Operations Doctrine, United States Navy, qui devient la bible de la marine pour les opérations amphibies et qui demeure en usage tout au long de la Seconde Guerre mondiale.
En tant que commandant de la Force amphibie, Flotte de l'Atlantique (en) en 1940 et 1941, il supervise l'entraînement amphibie et mène des exercices de débarquement de la flotte (en). En mai 1942, Barbey est nommé pour organiser une nouvelle section de guerre amphibie au sein du département de la Marine des États-Unis chargé de la coordination de la formation amphibie et du développement et de la production de la nouvelle génération de bateaux de débarquement. En janvier 1943, il prend le commandement de la Force Amphibie, Force du Pacifique Sud-Ouest, qui devient la 7e force amphibie. Il planifie et mène 56 assauts amphibies dans la zone Pacifique Sud-Ouest entre septembre 1943 et juillet 1945. Après la guerre, il commande la 7e flotte, puis la 4e flotte des États-Unis.

## Jeunesse et début de carrière
Daniel Edward Barbey est né à Portland en Oregon le 23 décembre 1889. Il est diplômé de l'Académie navale des États-Unis et rentre dans la marine en juin 1912 avec le grade d'enseigne. Il effectue sa première mission à bord du croiseur cuirassé USS California (ACR-6), qui participe à l'occupation américaine du Nicaragua en 1912. En mai 1914, il est transféré sur le destroyer USS Lawrence (DD-8) comme officier ingénieur et participe à l'occupation américaine de Veracruz en 1915. Sur le Lawrence, il est promu lieutenant (junior grade) le 8 juin 1915, et par la suite, il nommé commandant en second, puis commandant du navire. En octobre 1916, il est affecté comme officier ingénieur de la canonnière USS Annapolis (PG-10), et sert dans les eaux de l'Amérique centrale et du Mexique. Il reçoit une lettre de recommandation du secrétaire de la Marine pour le service du navire pendant la Révolution mexicaine. Barbey est impliqué dans la construction du destroyer USS Stevens (DD-86) de décembre 1917 à mai 1918, avant de devenir son commandant en second lors de sa mise en service le 24 mai. En temps de guerre, les promotions sont accélérées et il est promu lieutenant le 8 juin 1918.

## Entre-deux-guerres
Barbey est affecté à la base navale de Cardiff au Pays de Galles en janvier 1919. Là, il est nommé officier naval portuaire de juillet à août 1919, avant d'être transféré au quartier général de la marine américaine à Londres. En novembre 1919, il est nommé officier naval portuaire à Constantinople en Turquie. En octobre 1920, il devient également officier des opérations et secrétaire du contre-amiral Mark Lambert Bristol (en), commandant du détachement naval américain dans les eaux turques et haut-commissaire en Turquie. Barbey cesse d'être officier portuaire naval en juillet 1921, mais continue comme secrétaire de l'amiral Bristol. Pendant ce temps, Barbey est également le délégué des États-Unis à la Commission Alliée pour le Contrôle du Commerce avec la Turquie et observateur avec l'Armée blanche en Crimée.

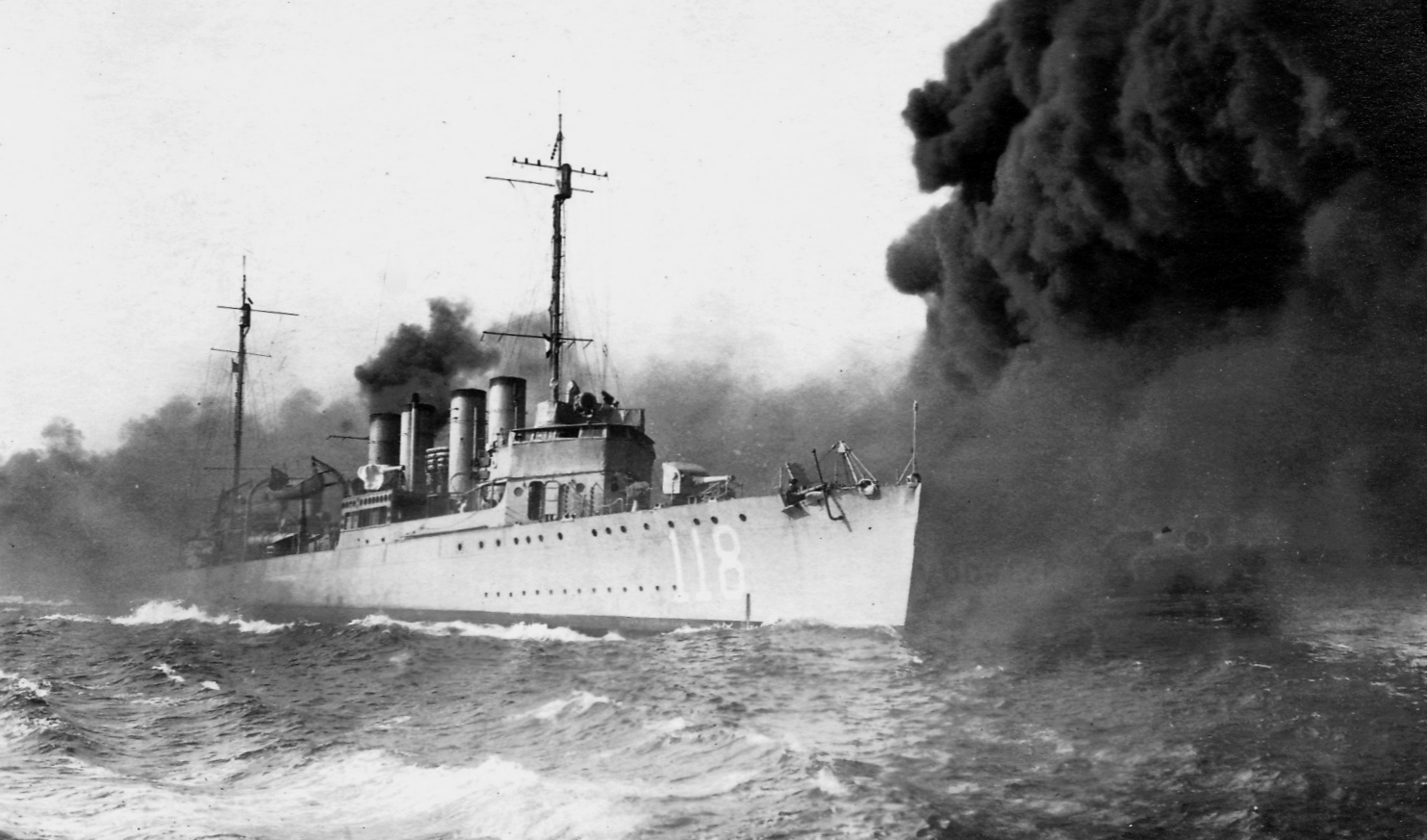
Entre 1931 et 1933, Barbey commande le destroyer.

De retour aux États-Unis en février 1922, il sert brièvement sur le cargo USS Capella (AK-13) avant de devenir l'officier ingénieur en second du cuirassé USS Oklahoma (BB-37) dans le Pacifique. Il est promu lieutenant commander le 15 octobre 1922. Poursuivant l'alternance entre service à flot et service à terre, il passe ensuite deux ans comme officier responsable de la station de recrutement de la Marine à Portland avant de retourner en Atlantique comme officier ingénieur du croiseur léger USS Cincinnati (CL-6) en juin 1925. De février 1927 à juin 1928, il est commandant en second du pétrolier USS Ramapo (AO-12). Les trois années suivantes, il est affecté comme aide du superintendents de l'Académie navale d'Annapolis, le contre-amiral Samuel Robison (en). De juin 1931 à juin 1933, il commande le destroyer USS Lea (DD-118). Il passe ensuite deux ans en tant qu'inspecteur d'artillerie au dépôt de munitions du Mare Island Naval Shipyard en Californie, où il est promu au rang de commander en septembre 1933. En février 1935, il est affecté au cuirassé USS New York (BB-34) comme officier de contrôle des avaries. Il commande brièvement l'USS Ramapo (AO-12) avant de devenir commandant de la 17e division de destroyers dans le Pacifique.
En juin 1937, Barbey est affecté à la Section des plans de guerre du Bureau de la navigation à Washington. Au cours de cette période, il travaille sur des plans de mobilisation et s'intéresse à la guerre amphibie en étudiant les rapports des opérations amphibies japonaises de la guerre sino-japonaise (1937-1945). Il est particulièrement intrigué par les photographies d'embarcations de débarquement spéciales avec des rampes à arc articulées. En 1938, il publie Fleet Training Publication 167 – Landing Operations Doctrine, United States Navy (FTP 167), qui devient la « bible » des opérations amphibies de la Marine et demeure en usage tout au long de la Seconde Guerre mondiale. Il est promu capitaine en février 1940.

## Seconde Guerre mondiale

### Guerre amphibie
Barbey assume le commandement de l'USS New York (BB-34) dans le Pacifique, mais en janvier 1941, il retourne dans l'Atlantique pour devenir le chef d'état-major du contre-amiral Randall Jacobs, commandant des forces navales de surface de l'Atlantique (en). Ces dernière comprennent l'embryon des forces amphibies de la flotte de l'Atlantique. En 1940 et 1941, Barbey supervise l'entraînement amphibie de la 1re division des Marines et de la 1re division d'infanterie, conduisant des exercices de débarquement de flotte (en) le long des côtes de la Caroline du Nord. En mai 1942, l'amiral Ernest King, commandant en chef de la flotte des États-Unis, nomme Barbey pour organiser une nouvelle section de guerre amphibie au sein du département de la Marine. Barbey est chargé de la coordination de la formation amphibie et du développement du programme de construction de véhicules amphibies. Il s'implique notamment dans le développement et la production de la nouvelle génération de bateaux de débarquement. Il est promu au grade de contre-amiral en décembre 1942.

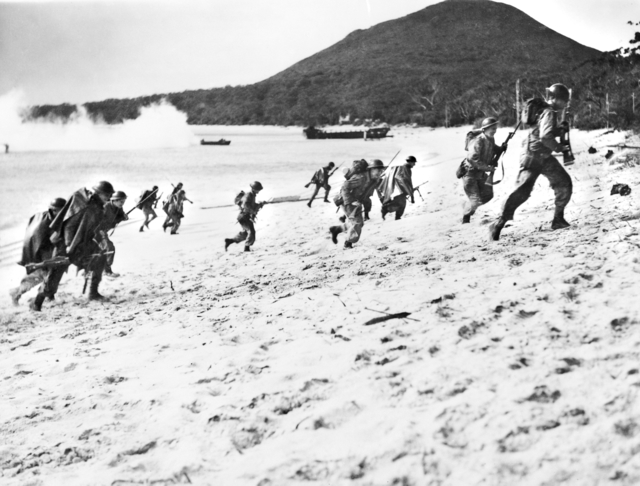
Des soldats et des équipages de débarquement s'entraînent à à Port Stephens.

Le 8 janvier 1943, Barbey prend le commandement de la force Amphibie de la Force du Pacifique Sud-Ouest . Il établit son quartier général à bord du transporteur d'attaque (en), l'USS Henry T. Allen (APA-15) sur le fleuve Brisbane et commence à construire d'un petit commandement, une force amphibie majeure capable d'exécuter la stratégie du commandant suprême de la zone Pacifique Sud-Ouest (SWPA), le général Douglas MacArthur. Le 15 mars 1943, « par un trait de plume de l'amiral King », la Force du Pacifique Sud-Ouest devient la 7e flotte des États-Unis et sa force Amphibie, la 7e force amphibie. Lors de la première rencontre de Barbey avec le général MacArthur, ce dernier n'a qu'une question : « Êtes-vous un officier chanceux ? ».
La 7e force amphibie hérite du centre d'entraînement amphibie de la Royal Australian Navy, le HMAS Assault (en) à Port Stephens en Nouvelle-Galles du Sud et d'une école de formation combinée à l'île Bribie et à proximité de Toorbul Point dans le Queensland. Il n'y a qu'un seul transporteur d'attaque (en) (APA), l'USS Henry T. Allen (APA-15), qui est en mauvais état et traîne une nappe d'hydrocarbures à chaque déplacement, empêchant son utilisation en zone de combat, mais la 7e force amphibie dispose de trois véhicules d'assaut australiens, de type Landing Ship Infantry (LSI) : le HMAS Manoora, le HMAS Kanimbla et le HMAS Westralia. À ce moment, ils sont encore trop précieux pour les risquer dans les zones avancées. Chacun de ces navires reçoit une flottille de nouvelles embarcations de débarquement : des Landing Ship Tank (LST), des Landing Craft Infantry (LCI) et des Landing Craft Tank (LCT) ; il y a également un petit nombre de transports à grande vitesse (APD). MacArthur ordonne que les deux marines utilisent une doctrine commune, la FTP 167, développée par Barbey. Cependant, cette dernière a été écrite avec l'hypothèse que les APD seraient disponibles et pourraient transporter de petites unités vers les plages. La doctrine doit donc être modifiée dès le départ.

### Campagne de Nouvelle-Guinée

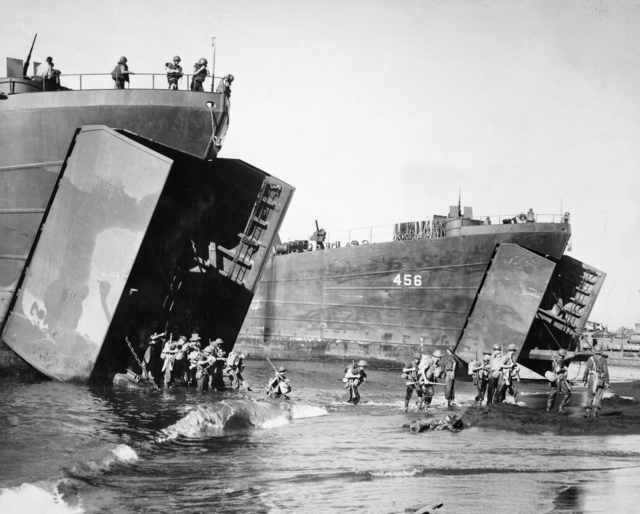
Les troupes alliés débarquent à Lae en septembre 1943.

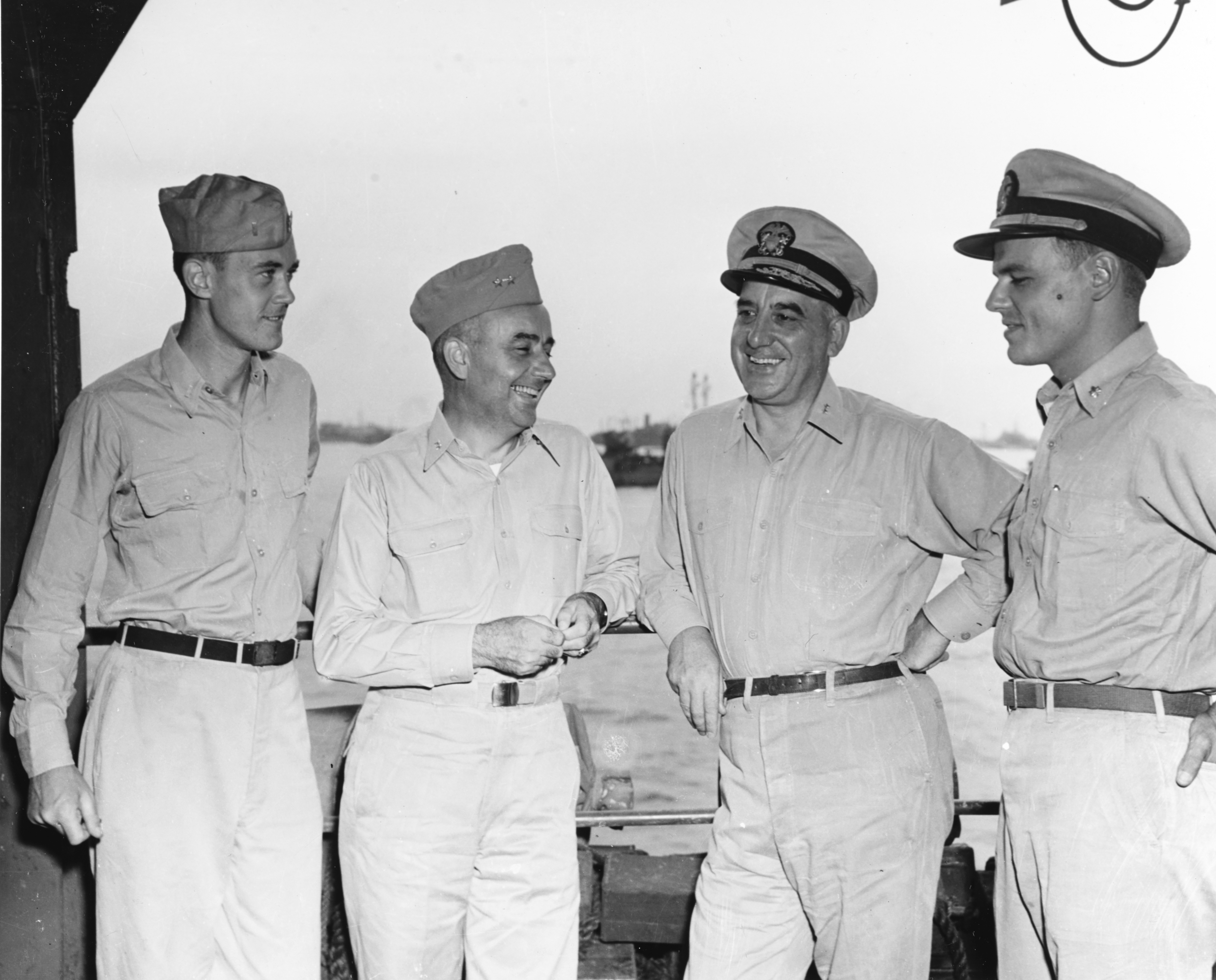
De gauche à droite, le Lieutenant May, le contre-amiral Arthur D. Struble, le contre-amiral Barbey et le lieutenant-commander en novembre 1944.

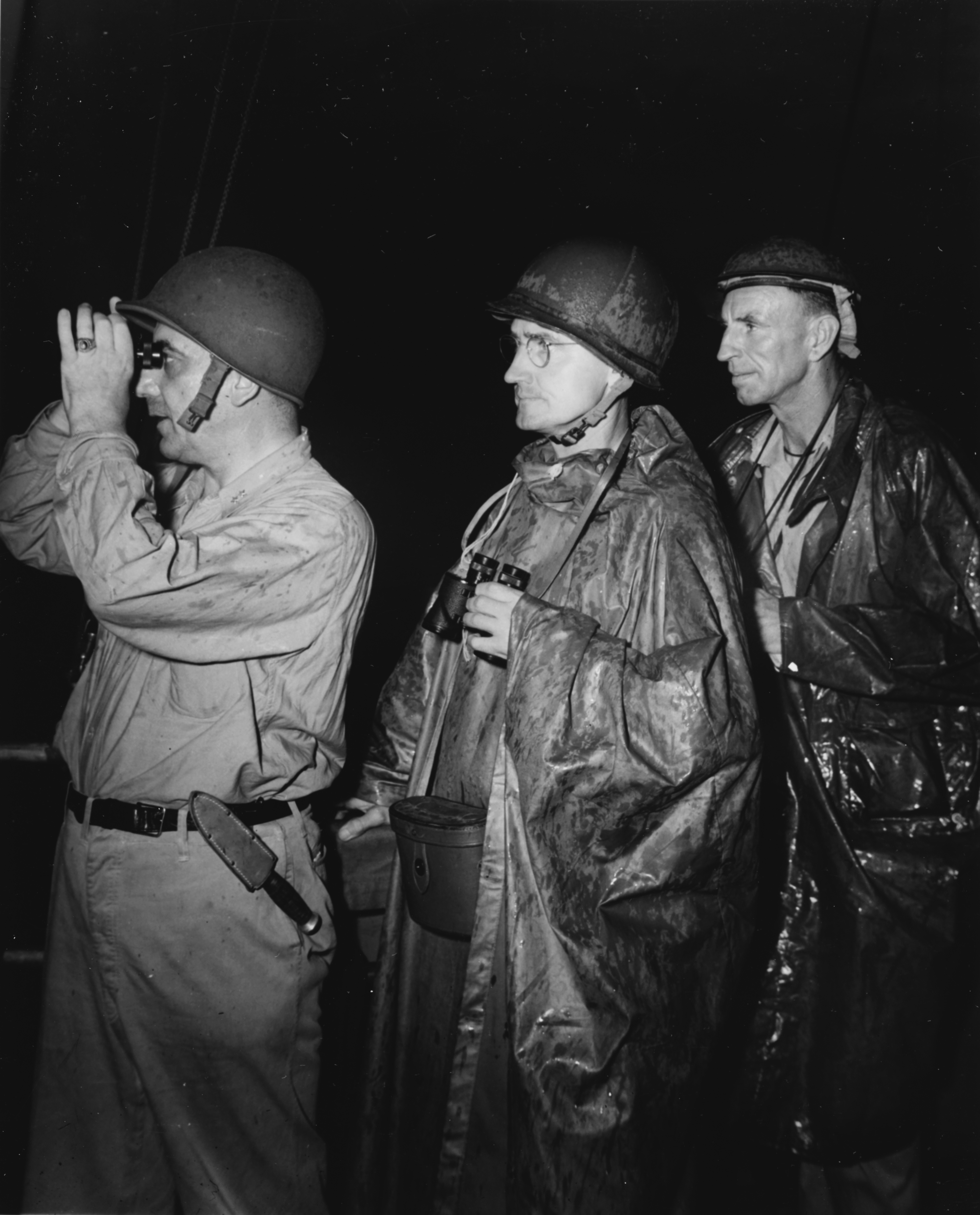
Le contre-amiral Daniel E. Barbey, les brigadiers généraux Clarence A. Martin et observent le débarquement sur Saidor.

L'opération Chronicle, qui comprend les débarquements sur les îles Kiriwina et Woodlark en juin 1943, est la première opération de la 7e force amphibie. Elle ne présente aucune grande difficulté car les îles sont connues pour être inoccupées. Cependant, la moitié des troupes d'assaut connaît le mal de mer, le banc de sable à l'entrée du port de Guasopa (en) pose problème et la décision de Barbey de débarquer la nuit et de se retirer avant l'aube pour éviter de rencontrer des avions japonais met en difficultés les hommes et soulignent l'inexpérience des équipages et leur manque de formation. Les activités de débarquement autour de Kiriwina se poursuivent pendant quinze jours.
Pour le débarquement de Lae en septembre 1943, Barbey choisit de faire une approche de nuit et un débarquement à l'aube. Alors que les LCI s'approchent de la plage, ils sont assaillis par trois bombardiers Mitsubishi G4M « Betty » dont une bombe frappe le USS LCI-339 (en) et deux le ratent de peu. Endommagé et criblé de balles et de fragments, le navire s'échoue sur la plage définitivement perdu. Dans l'après-midi, six LST sont attaqués par une force d'environ 80 avions japonais. Quelque 48 Lockheed P-38 Lightning apportent leur soutien aérien, mais les USS LST-471 (en) et USS LST-473 (en) sont touchés, tuant 57 soldats et hommes d'équipage.
Quelques semaines plus tard, Barbey est appelé pour organiser un débarquement à Finschhafen dans le cadre de la campagne de la péninsule de Huon. Pas certain du soutien aérien promis, Barbey décide de faire un autre débarquement de nuit, avec les navires de débarquement accostant les plages avant l'aube. Le major-général australien George Wootten, commandant des troupes d'assaut, doute que la 7e force amphibie puisse trouver la bonne plage dans l'obscurité. La suite des événements lui donne raison, la 7e force amphibie n'est pas encore assez compétente pour conduire des débarquements nocturnes. Mais, cette fois, les attaques aériennes japonaises ne coulent ni endommagent les navires amphibies, permettant aux troupes de débarquer dans de meilleures conditions. Pour sa participation aux débarquements de Lae et de Finschhafen, Barbey reçoit la Navy Cross,.
Les opérations liées aux batailles d'Arawe et de Cape Gloucester en décembre 1943 impliquent un certain nombre de caractéristiques inédites pour la 7e force amphibie. Elles marquent la première utilisation au combat d'un LSI australien, le HMAS Westralia, et la première apparition sur le théâtre d'opération du SWPA d'un navire de débarquement de type LSD, l'USS Carter Hall. Le LSD est utilisé pour transporter des amtracs, qui font également leur apparition dans le SWPA, et dont l'utilisation est nécessaire pour traverser les récifs coralliens. L'appui feu, fourni par deux LCI équipés de roquettes est particulièrement efficace, ce qui pousse Barbey à ordonner des modifications similaires sur six autres navires. Les victimes sont évacuées à l'aide de LCT spécialement modifiés et de LSTS équipés comme des navires-hôpitaux. L'opération Arawe voit également la première utilisation d'une autre innovation de Barbey, les officiers de contrôle d'embarcation de débarquement. Cependant, une tentative de débarquer une force dans des bateaux en caoutchouc est un échec total, et n'est pas répétée. 
Pour le débarquement sur Saidor, le 2 janvier 1944, Les troupes d'assaut embarquent à bord des navires le 31 décembre 1943, seulement cinq jours après l'assaut sur Cap Gloucester. Barbey alloue pour l'opération 6 LST, 9 APD et 17 LCI. Les navires et les embarcations de débarquement arrivent dans la baie de Dekays avant l'aube le 2 janvier 1944, mais le rivage est indiscernable en raison des nuages bas et d'une pluie torrentielle. Barbey reporte l'heure H de 6 h 50 à 7 h 5 afin de disposer de plus de lumière pour le bombardement naval, puis à 7 h 25 pour permettre aux embarcations de débarquement d'avoir plus de temps pour se mettre en place. Les six LST sont déchargées avant 11 h 45 en ne rencontrant finalement que peu d'opposition. 
Par la suite, Barbey reçoit son premier navire de commandement amphibie correctement équipé, l'USS Blue Ridge. Barbey s'adjoint également le contre-amiral expérimenté William Fechteler (en) afin de le seconder. Ce dernier commande l'assaut sur les îles de l'Amirauté, dans lequel les APDs sont employés afin de satisfaire les exigences de l'US Army pour une reconnaissance en force.

### Campagne de la Nouvelle-Guinée occidentale
Pendant les opérations « Reckless » et « Persecution » en avril 1944, Barbey dirige personnellement le débarquement de la baie de Tanahmerah. Cependant, les plages se révèlent inadéquates, et Barbey décide de détourner les forces suivantes vers la baie de Humboldt. MacArthur affirme au correspondant de guerre Frazier Hunt (en) que Barbey est « sans doute le commandant amphibie numéro 1 dans le monde », mais l'amiral Chester Nimitz demeure plus critique. La 7e force amphibie emporte et débarque près de 80 000 personnes, 50 000 tonnes (56 000 m3) de magasins et 3 000 véhicules dans la zone. L'accumulation de matériels débarqués sur et immédiatement derrière la plage comprend des zones où le combustible et les munitions sont entreposés ensemble en grande quantité. La frappe d'un seul bombardier japonais déclenche des explosions et des incendies qui ont pour conséquences la mort de vingt hommes, plus d'une centaine de blessés, et la destruction d'un importante quantité de matériels. Au même moment, trois bombardiers japonais attaquent et torpillent le cargo USS Etamin. Le navire est gravement endommagé et doit être remorqué à Finschhafen avec la moitié de sa cargaison encore à bord. Pour ces opérations, Barbey reçoit la Navy Distinguished Service Medal,.

### Campagne des Philippines

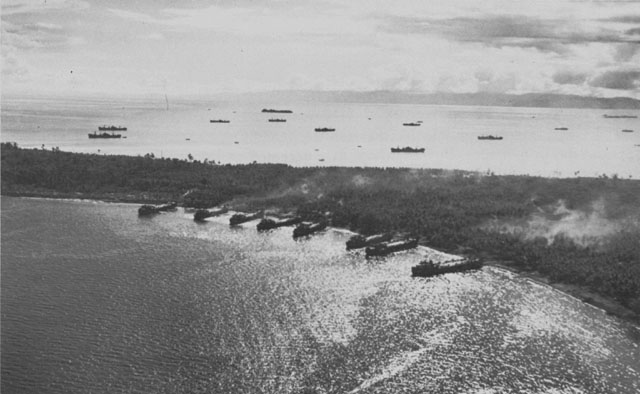
Les LST de Barbey débarquent du matériel à Blue Beach sur Morotai en septembre 1944.

Barbey se rend à Washington en juin 1944, pour discuter de ses besoins, mais la rencontre avec le Comité des chefs d'état-major interarmées est retardée car ces derniers sont en Europe pour observer l'invasion de la Normandie et Barbey doit attendre le retour de l'amiral King. Dans leurs discussions, King escompte que l'avancée de MacArthur n'aille pas plus loin que Mindanao. Mais les intentions de King sont contrées en septembre 1944 par ses propres amiraux qui recommandent de poursuivre jusqu'à Leyte. En juillet, suffisamment de navires amphibies sont disponibles dans la SWPA pour permettre à Barbey de diviser la 7e force amphibie. William Fechteler (en) prend le commandement du 8e groupe amphibie, tandis que le 9e groupe amphibie est constitué sous le commandement du contre-amiral Arthur D. Struble. En 1945, un troisième groupe, le 6e groupe amphibie, est formé sous le commandement du contre-amiral Forrest B. Royal. Pour l'invasion de Leyte, MacArthur et son commandant naval, le vice-amiral Thomas C. Kinkaid veulent que Barbey continue à commander les forces amphibies, mais Nimitz préfère le commandant de la 3e force amphibie, le vice-amiral Theodore S. Wilkinson, qui est Senior et selon l'opinion de Nimitz, plus expérimentés. Finalement, un compromis est trouvé en employant les deux forces amphibies avec leur commandant respectif et Kinkaid prenant le commandement général. Pour sa part, Barbey reçoit une deuxième Navy Distinguished Service Medal,.
Promu vice-amiral le 9 décembre 1944, Barbey dirige 30 autres assauts en 1945, principalement dans le sud des Philippines et à Bornéo. Il mène notamment la dernière opération amphibie de la guerre, les débarquements à Balikpapan à Bornéo le 1er juillet 1945. Au total, « Oncle Dan », comme il est surnommé, a planifié et mené 56 opérations amphibies, débarquant plus d'un million de soldats et de marines australiens et américains. Pour son service en temps de guerre dans le Pacifique sud-ouest, l'United States Army lui décerne l'Army Distinguished Service Medal. L'Australia Day 1948, le gouvernement australien l'honore en lui attribuant le titre de commandant honorifique de l'ordre de l'Empire britannique lors d'une cérémonie à l'ambassade australienne à Washington avec Norman Makin (en), l'ambassadeur australien aux États-Unis (en).

## Après-guerre
Après la guerre, Barbey remplace Kinkaid en tant que commandant de la 7e flotte. Il organise le débarquement des forces d'occupation en Corée du Sud et en Chine du Nord. Tout en assurant la formation, le transport et le soutien aux forces du Parti nationaliste chinois, il tente d'empêcher ses propres forces de s'engouffrer dans la guerre civile chinoise, qui sévit en Chine du Nord. En mars 1946, il est nommé commandant de la force amphibie de la flotte de l'Atlantique (en). En septembre, il est affecté comme commandant de la 4e flotte. Il retourne brièvement en Extrême-Orient en février 1947 comme président de la Commission militaire mixte chargée d'évaluer les besoins stratégiques dans la région. Il retourne aux États-Unis en mars pour devenir commandant du 10e district naval (en) et commandant du Caribbean Sea Frontier (en) du 1er mai 1947 jusqu'au 10 octobre 1950. Sa dernière affectation se déroule en tant que commandant du 13e district naval (en). Il prend sa retraite comme vice-amiral le 30 juin 1951.
À la retraite, Barbey publie ses mémoires de guerre sous le titre MacArthur's Amphibious Navy en 1969. Il meurt à l'hôpital naval de Bremerton dans l'État de Washington, le 11 mars 1969. Ses archives personnelles sont transférées au Naval History & Heritage Command au Washington Navy Yard à Washington. En son honneur, la Marine décide de nommer USS Barbey (FF-1088), une frégate de la classe Knox, lancée en présence de sa veuve le 4 décembre 1971 au chantier naval Avondale de Westwego en Louisiane.

## Décorations et récompenses militaires
Les décorations et récompenses militaires de Daniel E. Barbey incluent :
|                                                       | Gold star                 |  |
|                                                       |                           |  |
| Bronze star                                           | Bronze star               |  |
| Bronze star · Bronze star · Bronze star · Bronze star |                           |  |
|                                                       | Bronze star · Bronze star |  |

| 1re rangée | Navy Cross                                               | Navy Distinguished Service Medal avec étoiles d'or     | Army Distinguished Service Medal             |
| 2e rangée  | Legion of Merit                                          | Nicaraguan Campaign Medal                              | Mexican Service Medal                        |
| 3e rangée  | World War I Victory Medal avec « Overseas Clasp »        | American Defense Service Medal avec « Atlantic Clasp » | American Campaign Medal                      |
| 4e rangée  | Asiatic-Pacific Campaign Medal avec 4 étoiles de service | World War II Victory Medal                             | National Defense Service Medal               |
| 5e rangée  | China Service Medal                                      | Philippine Liberation Medal avec 2 étoiles             | Commander de l'Ordre de l'Empire britannique |